# 서태지와 아이들
서태지와 아이들(영어: Taiji Boys 또는 영어: Seotaiji and Boys)은 대한민국의 음악 그룹이다.
보컬, 작사·작곡,프로듀싱,제작의 서태지와 코러스 및 백보컬과 안무를 맡은 이주노, 양현석 세 명으로 구성되었다. 1992년 1집 《Seotaiji and Boys》로 데뷔하였으며 4집 《Seotaiji and Boys IV》를 끝으로 해체되었다.

## 활동 내용

### 데뷔 및 활동 (1992–1995)
시나위의 해체 이후 서태지는 당시 대한민국에 막 도입되기 시작한 미디 음악에 관심을 갖게 된다. 그 때의 미디 작업으로 〈난 알아요〉, 〈환상속의 그대〉등 서태지와 아이들 1집에 수록될 곡들의 일부가 만들어진다.
새로운 음악 활동을 모색하던 서태지는 1991년 9월에 양현석, 이주노를 만나 '서태지와 아이들'을 결성하고 1992년 3월에 1집 《Seotaiji and Boys》를 발표한다. 1992년 4월 11일, MBC의 특종 TV 연예에 데뷔하게 된 그들은 방송 3사의 가요 순위 프로그램을 모두 석권 하였다. 당시 심사위원들은 노래를 듣고 7.8점이라는 역대 가장 낮은 점수를 주었다. 그리고 서태지와 아이들의 실제 데뷔는 1992년 3월 14일 《토요일 토요일은 즐거워》였다. 또한 TV저널 올해의 스타상, 서울가요대상 최고 인기상, 스포츠서울 올해의 가수상, 대한민국 영상음악 대상 골든 디스크상, MBC 10대 가수 가요제 최고 인기 가요상과 신인 가수상, KBS 가요대상 15대 가수상등 그해 가요계에 부여된 모든 상을 휩쓸었고 《Seotaiji and Boys》는 데뷔 음반으로는 최다 판매량인 180만장의 판매고를 기록했다.
1993년 6월에 발표된 2집은 〈하여가〉로 활동을 시작하여 국내 최초로 220만장 이상 판매고를 기록했다. 또한 다시 한 번 각 방송사 및 언론사의 가요 프로그램 1위를 휩쓸었으며, 각종 상을 수상하게 된다. 음악적인 면에서도 〈하여가〉의 힙합음악에 국악을 접목시킨 음악과 〈수시아〉의 158비트에 달하는 빠른 멜로디는 1990년대 말 테크노 열풍에 한발 앞서간다는 평가를 받고 있다.
2집 발표 이후 서태지와 아이들은 잠시 일본 공연을 했으며 3집 앨범 제작을 위해 몇 달간의 공백기를 가진다. 그러던 1994년 8월 3집 앨범을 발표하며 〈발해를 꿈꾸며〉를 시작으로 3집 활동을 시작한다. 3집에서는 기존의 댄스 음악의 비중이 약해지고 록의 비중이 늘어났다. 댄스 음악에 열광했던 일부 팬들은 실망하기도 하였으나, 한국의 교육을 비판한 〈교실 이데아〉 등은 당시 청소년들에게 큰 호응을 얻었다. 3집은 160만장의 판매고를 올렸으며 대한민국 100대 명반에 선정되었다.
3집때에는 사탄설 등 서태지와 아이들을 둘러싼 각종 괴소문들이 횡행했는데, 이는 〈교실 이데아〉를 거꾸로 들어보면 사탄의 메시지가 들어 있다는 괴소문이 PC 통신을 통해 전국에 퍼졌고, 언론에까지 보도되면서 생겨난 것이다. 이 외에도 동성애자설, 임신설 등이 퍼졌다. 이러한 괴소문들은 MBC 뉴스데스크, KBS 추적 60분, SBS 그것이 알고 싶다에서 〈교실 이데아〉를 직접 돌려 틀어 사실 무근임을 밝혀내면서 잠잠해졌다. (교실 이데아 소동)
또한 3집에는 기존 앨범에서는 볼 수 없는 강한 사회적 메시지가 수록되어 있었다. 기존의 앨범은 상업적 색채가 강한 사랑 이야기가 주를 이룬 데 반해, 3집 앨범에는 통일, 교육 현실, 마약 문제 등의 사회 비판적 내용들이 대거 등장하였다. 특히 뉴 메탈 색채를 강하게 드러낸 〈교실 이데아〉는 교육 현실을 직설적으로 꼬집으면서 10대들의 전폭적인 지지를 받았다. 이런 사회적인 색채의 음악과 그에 대한 당시 10대 팬 들의 반응 이후 ‘서태지 담론’이라는 말까지 생겨났다. 1994년 대한민국 학계와 언론계가 뽑은 〈광복 50년 한국을 바꾼 100인〉에 가수로서는 최초로 선정되는 등 다양한 일들이 있었지만, 정작 그가 시도한 음악적 변화 자체는 큰 대중적 주목을 끌지 못했다. 하지만 훗날 서태지의 음악적 성취가 재평가 되면서 3집 수록곡인 〈발해를 꿈꾸며〉가 고등학교 7차 교육과정의 '음악과 생활' 교과서에 수록되기도 하였다.
당시 서태지와 아이들은 앨범때마다 수십 회 이상의 TV 출연을 하면서도 꾸준히 라이브 공연을 펼쳤다. 1992년, 1994년, 1995년에 각각 1, 2, 3집 활동에 해당하는 라이브 앨범을 발표하였다. 또한 1992년, 1993년, 1994년에는 환경문제를 주제로 당대 아티스트들이 모인 환경 콘서트인 '내일은 늦으리'에 참가하여 환경 문제에 목소리를 더했다. 일본에도 진출하여 1994년에는 일본판 앨범을 발매하였다.

### 해체와 은퇴 (1996)
훗날 서태지는 4집 발표 전에 이미 서태지와 아이들의 해체와 은퇴가 예정되어 있었다고 밝혔다. 1~3집 활동 기간 동안 큰 인기를 누린 그들이지만, 너무나 바쁜 일정, 시간에 쫓겨 앨범을 만드는 데 대한 부담이 너무나 컸다고 그 후 당시를 떠올리며 심경을 밝혔다.
3집에서 댄스적인 색채를 없애고 록, 메탈 등을 선보인 서태지와 아이들은 1995년 10월에 4집을 발매함과 동시에 갱스터 랩 스타일의 〈컴백홈〉으로 활동을 시작한다. 갱스터 랩은 당시 대한민국에서는 생소한 장르로, 기존의 인기를 유지하지 못할 것이라는 일부의 관측도 있었다. 그러나 4집 음반은 발매 첫날 30만장이 팔리는 등 총 240만장 이상이 팔려 당시까지 대한민국 가요계 역사상 세 번째 더블 밀리언 셀러를 기록했다. 앨범 발매때마다 그러하듯, 서태지와 아이들은 각 방송사 가요순위 1위를 휩쓸었고, 〈컴백홈〉을 듣고 다시 집으로 돌아온 학생의 이야기가 각 방송사 뉴스를 통해 전파를 타는 기현상도 벌어졌다. 또한 `컴백 홈` 방송 출연 당시 립싱크 공연에 반발하여 마이크를 아예 소지하지 않는 등의 파격 행위도 이어졌다.
1995년 연말에 큰 활약을 펼친 후에도 그들은 길거리에서 게릴라 콘서트를 펼쳐 〈필승〉의 뮤직 비디오를 만드는 등 인기몰이를 계속하였으나, 이듬해 1월 19일 MBC 인기가요 베스트 50에서 방송된 공연을 끝으로 활동을 중단하였다. 1월 31일에는 성균관대학교 유림회관에서 기자회견을 갖고, "새로움에 대한 부담과 이에 따라 창작의 고통이 컸으며 화려할 때 미련없이 떠난다"라는 말을 남기고 돌연 그룹 해체와 은퇴를 선언하며 미국으로 떠났다. 이날 서태지와 아이들의 갑작스러운 해체 소식은 전 사회적인 충격으로 다가왔으며 각 방송사 9시 뉴스의 메인 뉴스가 되었고, 각 일간지의 일면을 장식했다. 2월에는 베스트 앨범을 발표하였다.
3달 여의 활동 끝에 그룹은 해체했지만 4집의 여파는 해체 이후에도 남았다. 4집 수록곡인 〈시대유감〉은 공연윤리위원회의 검열에서 가사를 지적받았다. 서태지와 아이들은 이 곡을 가사가 삭제된 상태에서 그대로 4집에 수록하였다. 이 사실이 알려진 이후 공연 윤리 위원회의 검열 제도에 대한 문제제기가 이어졌으며, 포크가수 정태춘의 심의 철폐 운동과 시너지를 일으켜 현재 공윤의 사전심의 철폐에 공을 세웠다고 평가된다. 실제로 공연 윤리 위원회는 1996년 6월 7일에 폐지되었고, 이를 기념하기 위해 7월 10일에 〈시대유감〉 싱글 앨범이 발표되어 가사가 삭제되지 않은 원곡을 들을 수 있게 되었다.
해체 선언 이후 미국으로 이민을 떠난 서태지는 1년여간 아무런 음악적 활동을 하지 않고 휴식을 취했다.

## 영향
서태지와 아이들의 등장 이후로 대한민국 음악계는 많은 변화를 겪었다. 서태지와 아이들이 등장하기 전에는 발라드나 트로트 음악 등이 대한민국 대중 음악계의 주류를 이루었으나, 서태지와 아이들 이후로 랩 음악이 가미된 댄스 음악이 가요계를 장악하게 되었다. 따라서 대한민국 가요계는 정확히 서태지와 아이들이 등장한 1992년 4월 11일을 기점으로 구분이 된다고 할 수 있다.
서태지와 아이들의 활동은 대중문화뿐만 아니라 사회적인 반향도 불러 일으켰는데, 서태지와 아이들은 “10대들의 대통령”이라 불리며 청소년들의 지지를 얻었다. 4집 앨범 수록곡 중 〈시대유감〉은 공연윤리위원회의 심의에 통과하지 못하자 이에 항의하는 의미로 가사가 전부 삭제된 채 앨범에 실렸으며, 이 외에 다른 수록곡들도 심의에 제출된 곡의 가사와 앨범에 실린 곡의 가사가 서로 다르다는 이유로 물의를 빚었다. 결국 이 사건이 음반 사전 심의규제 폐지 운동에 큰 도움을 주었고, 현재 사전 심의 제도는 폐지된 상태이다.
그리고 이후 H.O.T.와 젝스키스 등의 이후 아이돌 시장의 시초를 만들었다. 국내 아이돌그룹의 시작은 H.O.T.이지만 그건 시스템을 만든 것이고 휴식기와 활동기의 구분도 서태지와 아이들이 처음이고 한국어 랩도 처음 방송에서 시도한 그룹이었다.

## 은퇴 이후/기타 사항
- 그룹의 리더였던 서태지는 잠적 기간을 거쳐 이른바 서태지 밴드를 결성, 록 위주의 음악 활동을 하고 있다. 양현석과 이주노는 각각 음반 기획자와 안무가로 활동하고 있다. 이 중에 양현석은 YG 엔터테인먼트를 설립하여 후배 가수들을 양성하였으나 이후 여러 안 좋은 사건들에 휘말리게 되며 결국 대표직에서 내려오게 되었다.
- 멤버 전원이 자신보다 최소 12살 이상 연하의 여성과 결혼한 것으로도 많이 알려져있다. 일단 서태지의 경우 16살 연하의 여성과 결혼했고 양현석은 12살 연하의 여성과 결혼했으며 이주노는 23살 연하의 여성과 결혼했다.[7]
- 그 외 병역사항의 경우 멤버들 중에서는 양현석만 현역 입대 후 의가사전역했으며 나머지는 면제되었다.

## 이전 구성원
| 이름   | 소개 |
| ------ | --- |

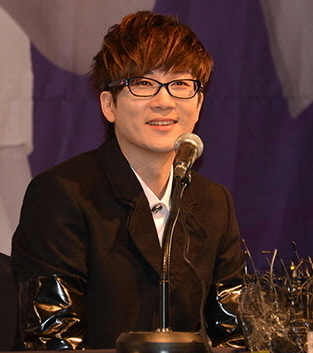
서태지

| 서태지 | - 본명 : 정현철 - 생년월일 : 1972년 2월 21일(53세) - 출생지 : 대한민국 서울특별시 종로구 가회동 - 학력 : 서울북공업고등학교 (자퇴) - 포지션 : 리더, 메인보컬 - 활동기간 : 1992년 ~ 1996년 |
| 이주노 | - 본명 : 이상우 - 생년월일 : 1967년 2월 10일(58세) - 출생지 : 대한민국 경기도 부천시 - 학력 : 소래고등학교 - 포지션 : 리드래퍼 - 활동기간 : 1992년 ~ 1996년                               |
| 양현석 | - 이름 : 양현석 - 생년월일 : 1969년 12월 2일(55세) - 출생지 : 대한민국 서울특별시 종로구 안국동 - 학력 : 광명공업고등학교 - 포지션 : 메인래퍼 - 활동기간 : 1992년 ~ 1996년                |

## 음반 목록
- 《Seotaiji and Boys》(발매: 1992년 3월 23일)

1집은 180만장 돌파. 데뷔곡이며 댄스 스타일과 랩이 가미된 것이 특징이다. 원래는 YoYoYo 믹싱이 없었으나 양현석의 의견에 따라 추가했다.
- 《Seotaiji and Boys II》(발매: 1993년 6월 21일)

랩 메탈에 태평소 가락을 덧붙여 화제가 된 '하여가'를 비롯한 발라드와 댄스계열 음악들이 수록되었다. 2집은 220만장 돌파.
- 《Seotaiji and Boys III》(발매: 1994년 8월 10일)

통일의 염원을 노래한 '발해를 꿈꾸며', 입시 및 교육제도를 비판한 '교실 이데아', 마약의 문제를 다룬 '제킬박사와 하이드' 등의 록 계열의 음악이 수록되었다. 3집은 160만장 돌파.
- 《Seotaiji and Boys IV》(발매: 1995년 10월 5일)

서태지의 특이한 랩 창법이 화제가 된 갱스터 랩 음악인 '컴백홈', 사회의 전반적인 부조리에 대한 비판을 얼터너티브 록 음악에 담아낸 '시대유감', 금전지상주의를 비판한 '1996, 그들이 지구를 지배했을 때', 김종서와 함께 작업한 'Free Style' 등의 곡이 수록되었다. 3집이 음악의 측면에서 커다란 변화를 이뤄냈다면 4집에서는 음악 외의 부분, 즉 패션 스타일이나, 안무 등에 있어서 큰 변화가 있었다.
- 《Taiji Boys Live & Techno Mix》(발매:1992년 11월 20일)

'92 서태지와 아이들 라이브 콘서트 실황 일부와 1집 리믹스로 구성되어 있다.
- 《'93 마지막 축제》(발매:1994년 1월 15일)

서태지와 아이들의 2집 활동을 마무리하는 '93 마지막 축제 콘서트 실황음반이다.
- 《'95 다른 하늘이 열리고》(발매:1995년 3월 27일)

서태지와 아이들의 3집 활동을 마무리하는 '95 다른 하늘이 열리고 콘서트 실황음반이다.
- 《Goodbye Best Album》(발매:1996년 2월 10일)

96년 서태지와 아이들 은퇴 선언 후 발매된 베스트 앨범이다. Good Bye 가사 버전이 수록되어 있다.
- 《시대유감(時代遺憾)》 (발매: 1996년 7월 10일)

사전심의제도 폐지를 기념하여 발매된 싱글 음반, 시대유감의 가사 무삭제본과 이전 앨범의 곡 일부가 수록되어 있다. '서태지와 아이들'로 발매된 마지막 음반이다.

## 수상
- 1992년 TV저널 올해의 스타상 대상
- 1992년 서울가요대상 올해의 가수상, 최고인기가수상
- 1992년 골든디스크 본상
- 1992년 KBS 가요대상 15대 가수상
- 1992년 MBC 10대 가수가요제 최고 인기가요상, 신인가수상
- 1993년 서울가요대상 작곡상, 기획상, 올해의 가수상, 최고인기가수상
- 1993년 대한민국 골든디스크 본상
- 1993년 KBS 가요대상 본상
- 1993년 MBC 한국가요제전 본상
- 1994년 MBC 한국가요제전 본상
- 1994년 KBS 가요대상 본상
- 1994년 서울가요대상 본상
- 1994년 골든디스크 본상
- 1995년 서울가요대상 최고인기가수상
- 1995년 골든디스크 최고인기가수상
- 1995년 MBC 10대 가수 가요제 최고인기가요(컴백홈)
- 1996년 MTV MUSIC VIDEO Asian Viewer(컴백홈)[8]

### 가요 프로그램 1위
| 연도             | 수상 내역 (총 70회) |
| ---------------- | --- |
| 1992년 (총 41회) | - 난 알아요 (총 28회) - 6월 12일 MBC 《여러분의인기가요》 1위 - 6월 16일 SBS 《인기가요》 1위 - 6월 19일 MBC 《여러분의인기가요》 1위 - 6월 23일 SBS 《인기가요》 1위 - 6월 26일 MBC 《여러분의인기가요》 1위 - 6월 30일 SBS 《인기가요》 1위 - 7월 1일 KBS 《가요톱텐》 1위 - 7월 3일 MBC 《여러분의인기가요》 1위 - 7월 7일 SBS 《인기가요》 1위 - 7월 10일 MBC 《여러분의인기가요》 1위 - 7월 14일 SBS 《인기가요》 1위 - 7월 15일 KBS 《가요톱텐》 1위 - 7월 17일 MBC 《여러분의인기가요》 1위 - 7월 21일 SBS 《인기가요》 1위 - 7월 22일 KBS 《가요톱텐》 1위 - 7월 24일 MBC 《여러분의인기가요》 1위 - 7월 28일 SBS 《인기가요》 1위 - 7월 29일 KBS 《가요톱텐》 1위 - 7월 31일 MBC 《여러분의인기가요》 1위 - 8월 4일 SBS 《인기가요》 1위 - 8월 5일 KBS 《가요톱텐》 1위 (5주 연속) (골든컵) - 8월 7일 MBC 《여러분의인기가요》 1위 - 8월 11일 SBS 《인기가요》 1위 - 8월 14일 MBC 《여러분의인기가요》 1위 - 8월 18일 SBS 《인기가요》 1위 - 8월 21일 MBC 《여러분의인기가요》 1위 (10주 연속) - 8월 25일 SBS 《인기가요》 1위 (11주 연속) - 9월 1일 SBS 《인기가요》 1위 (12주 연속) - 환상속의 그대 (총 13회) - 9월 11일 MBC 《여러분의인기가요》 1위 - 9월 18일 MBC 《여러분의인기가요》 1위 - 9월 25일 MBC 《여러분의인기가요》 1위 - 10월 2일 MBC 《여러분의인기가요》 1위 - 10월 9일 MBC 《여러분의인기가요》 1위 (5주 연속) - 10월 20일 SBS 《인기가요》 1위 - 10월 21일 KBS 《가요톱텐》 1위 - 10월 27일 SBS 《인기가요》 1위 (2주 연속) - 10월 28일 KBS 《가요톱텐》 1위 - 11월 3일 SBS 《인기가요》 1위 (3주 연속) - 11월 4일 KBS 《가요톱텐》 1위 - 11월 11일 KBS 《가요톱텐》 1위 - 11월 18일 KBS 《가요톱텐》 1위 (5주 연속) (골든컵) |
| 1993년 (총 13회) | - 하여가 (총 13회) - 7월 25일 SBS 《인기가요》 1위 - 8월 1일 SBS 《인기가요》 1위 (2주 연속) - 8월 6일 MBC 《결정최고인기가요》 1위 - 8월 8일 SBS 《인기가요》 1위 (3주 연속) - 8월 11일 KBS 《가요톱텐》 1위 - 8월 18일 KBS 《가요톱텐》 1위 - 8월 22일 SBS 《인기가요》 1위 (4주 연속) - 8월 25일 KBS 《가요톱텐》 1위 - 8월 29일 SBS 《인기가요》 1위 (5주 연속) - 9월 1일 KBS 《가요톱텐》 1위 (4주 연속) - 9월 5일 SBS 《인기가요》 1위 (6주 연속) - 9월 10일 MBC 《결정최고인기가요》 1위 (통산 2주) - 9월 12일 SBS 《인기가요》 1위 (7주 연속) |
| 1995년 (총 16회) | - Come Back Home (총 16회) - 11월 3일 MBC 《인기가요베스트50》 1위 - 11월 5일 SBS 《TV가요20》 1위 - 11월 8일 KBS 《가요톱텐》 1위 - 11월 10일 MBC 《인기가요베스트50》 1위 - 11월 12일 SBS 《TV가요20》 1위 - 11월 15일 KBS 《가요톱텐》 1위 - 11월 17일 MBC 《인기가요베스트50》 1위 (3주 연속) (BEST OF BEST) - 11월 18일 KMTV 《쇼 뮤직탱크》 1위 - 11월 19일 SBS 《TV가요20》 1위 - 11월 22일 KBS 《가요톱텐》 1위 - 11월 25일 KMTV 《쇼 뮤직탱크》 1위 - 11월 29일 KBS 《가요톱텐》 1위 - 12월 2일 KMTV 《쇼 뮤직탱크》 1위 - 12월 6일 KBS 《가요톱텐》 1위 (5주 연속) (골든컵) - 12월 9일 《쇼 뮤직탱크》 1위 - 12월 16일 《쇼 뮤직탱크》 1위 (5주 연속)-최강자- |

## 광고
- 금성사 미니스타
- SK하이닉스 CD 비젼
- 해태제과식품 칸츄리콘
- 해태제과식품 캔디 아이스
- 해태제과식품 파시통통
- 해태제과식품 자유시간
- 해태음료 쿨 사이다
- 삼성물산 카운트다운
- LF 티피코시
- 삼천리자전거 레스포
- 오리온 미네뜨

## 같이 보기
- 교실 이데아 소동